# Nathaniel Lyon
Nathaniel Lyon (14 juli 1818 – 10 augustus 1861 was de eerste Noordelijke generaal die sneuvelde tijdens de Amerikaanse Burgeroorlog. Hij vocht voornamelijk in Missouri. Hij studeerde als 11de van een klas van 52 af in 1841 aan de Militaire Academie in West Point. Hij zag actie in de Tweede Seminole-oorlog en de Mexicaans-Amerikaanse Oorlog waar hij tijdelijke promoties ontving voor zijn moed tijdens de Slag om Mexico City en de Slagen bij Contreras en Churubusco.
Daarna werd hij in verschillende buitenposten gestationeerd in Californië waar hij deelnam aan verschillende aanvallen op de lokale Indianen. Later kwam hij in Fort Riley in Kansas terecht waar zijn pro-Noordelijke sympathieën vorm kregen. In februari 1861 werd Lyon benoemd tot bevelhebber van het arsenaal in St. Louis, Missouri waar de spanningen toenamen. Toen de oorlog begon weigerde het lokale bestuur om soldaten naar het Noorden te sturen om voor Abraham Lincoln te vechten. Ze riepen daarentegen de militie op en trainden die om zich daarna te kunnen aansluiten bij de Zuidelijke troepen. Op 10 mei 1861 omsingelden Lyon en zijn soldaten de pro-Zuidelijke Missouri militietroepen en dwongen hen tot de overgave. Terwijl hij de krijgsgevangen door St. Louis afvoerde, braken er rellen uit bij de lokale bevolking. Dit was de zogenaamde Camp Jackson affaire waarbij Lyon het vuur opende op de onruststokers. Op 17 mei 1861 werd Lyon tot brigadegeneraal gepromoveerd en kreeg hij het bevel over de Noordelijke strijdkrachten in Missouri.
Op 10 augustus 1861 kwam zijn strijdmacht tegenover de gecombineerde strijdkrachten te staan van de Missouri Militia en Zuidelijke troepen onder leiding van Ben McCulloch. Lyon sneuvelde terwijl hij zijn troepen hergroepeerde. Hoewel de Zuidelijken de slag wonnen, trad Missouri uiteindelijk niet toe tot de Zuidelijke Staten.

## Beginjaren en militaire loopbaan

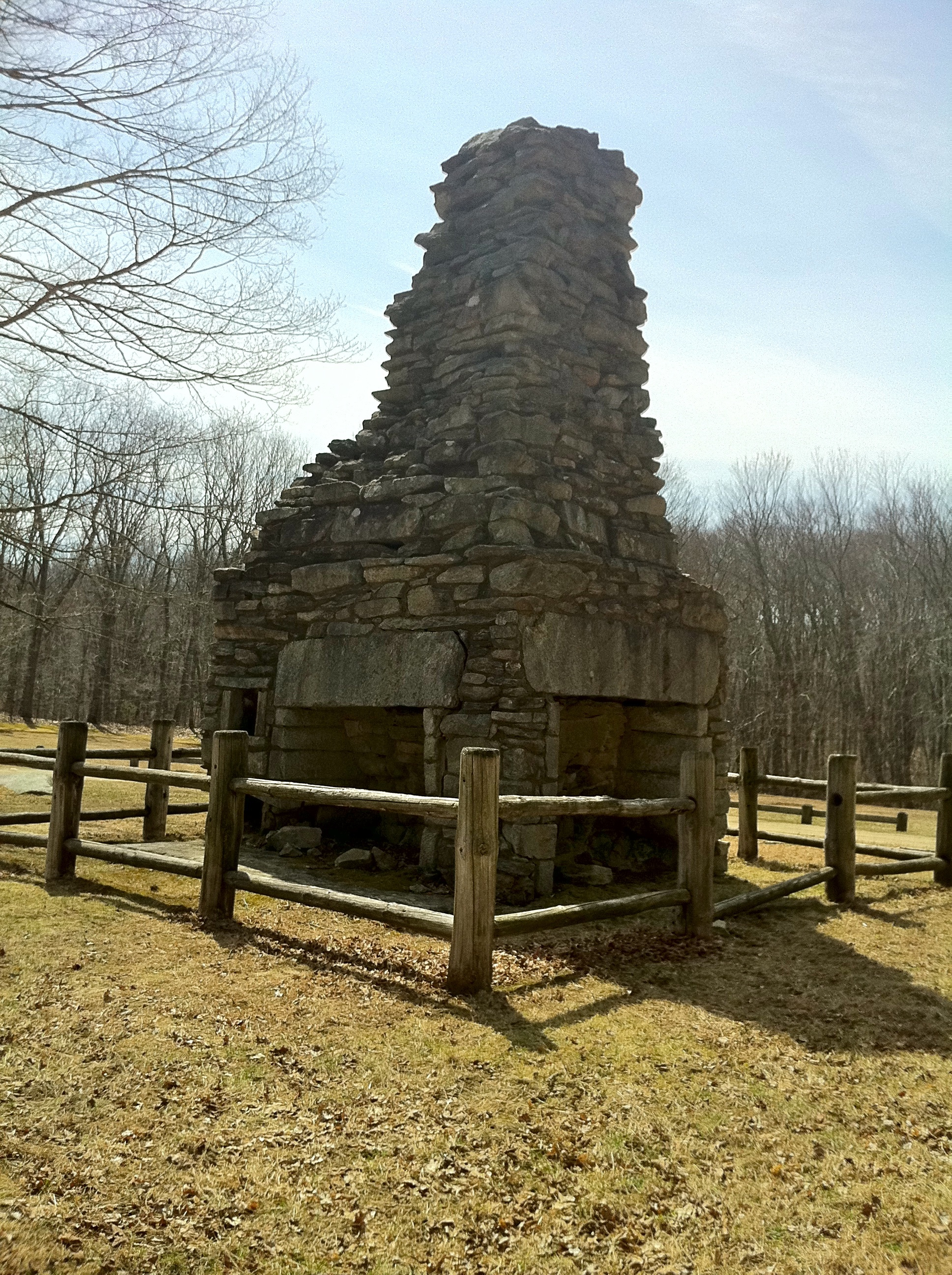
Een schoorsteen is het enige overblijfsel van het geboortehuis van Nathaniel Lyon.

Lyon werd geboren op een boerderij in Ashford, Connecticut. Zijn ouders waren Amasa en Kezia Knowlton Lyon. Hij was niet voor het boerenleven weggelegd en wou al van kindsbeen af in de voetsporen treden van familieleden die in de Amerikaanse Onafhankelijkheidsoorlog hadden gevochten. In 1837 schreef hij zich in aan de United States Military Academy. In 1841 studeerde hij af als 11de van een klas van 52.
Hij kreeg een aanstelling in de 2nd U.S. Infantry waarmee hij in de Seminole-oorlogen en de Mexicaans-Amerikaanse Oorlog diende. Tijdens de Slag om Mexico-City werd hij bevorderd tot eerste luitenant. Na de Slag bij Churubusco en de Slag bij Contreras werd hij gebrevetteerd kapitein. Na de oorlog werd hij naar een buitenpost in Californië gestuurd waar hij de hand had in de Bloody Island Massacre. Daarna werd hij in Fort Riley, Kansas  gestationeerd. Tijdens die periode werd hij een voorvechter van anti-slavernij. Lyon werd echter nooit een radicale abolisionist. Hij steunde de Republikeinse Partij terwijl hij deel nam aan de grensconflicten die bekend zouden worden als "Bleeding Kansas." In januari 1861 schreef hij over de crisis:"Het gezond verstand zal niet langer helpen, alleen het zwaard zal de mensen tot rede brengen."

## Het arsenaal van St. Louis

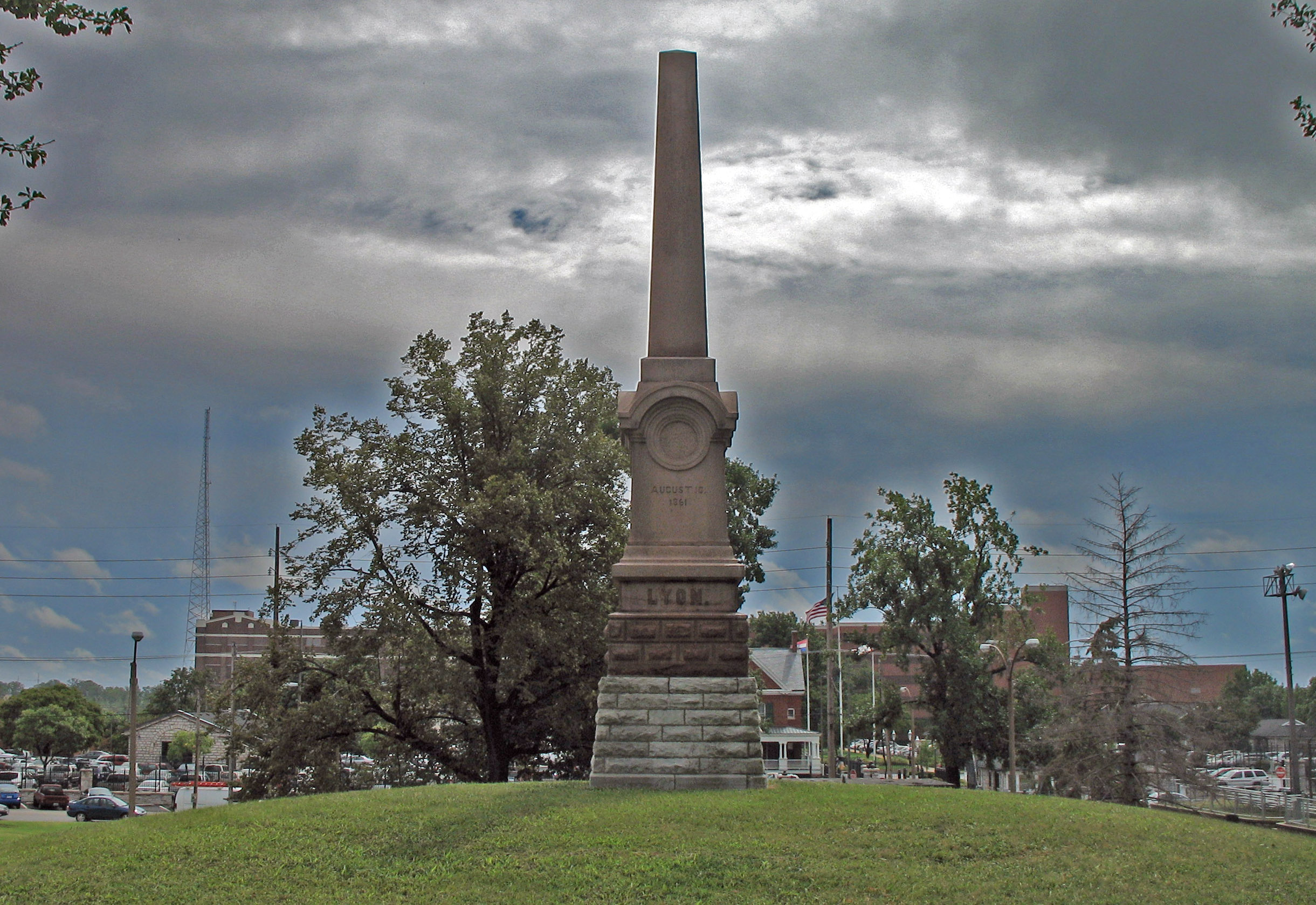
Monument voor Nathaniel Lyon met het arsenaal op de achtergrond

In maart 1861  kwam Lyon aan in St. Louis, Missouri waar hij het bevel op zich nam van Compagny B van de 2nd U.S. Infantry. De bevolking van de staat was doorgaans neutraal in de groeiende meningsverschillen tussen Noord en Zuid. Hun gouverneur, Claiborne F. Jackson was echter een fervent voorstander van de Zuidelijke zaak. Lyon was terecht verontrust toen hij vermoedde dat Jackson het arsenaal wou innemen indien de staat zich zou afscheuren. De Noordelijken hadden te weinig troepen en middelen om het arsenaal te verdedigen. Lyon wou zijn eenheden versterken, maar werd teruggefloten door zijn superieuren waaronder brigadegeneraal William S. Harney van het Departement of the West. Lyon liet zich via zijn connecties met Francis P. Blair, Jr. zichzelf benoemen tot bevelhebber van het arsenaal. Toen de Amerikaanse Burgeroorlog uitbrak riep president Abraham Lincoln troepen op om het Zuiden te verslaan. Missouri diende vier regimenten te leveren. Gouverneur Jackson weigerde dit en liet de Missouri State Guard oproepen onder het voorwendsel van trainingen.
Lyon zat ondertussen evenmin stil. Hij was nauw betrokken bij een pro-Noordelijke paramilitaire organisatie, namelijk Wide Awakes, die hij wou bewapenen met wapens van het arsenaal en incorporeren in het Noordelijke leger. Toen hij bevoegd werd voor het arsenaal, bewapende hij de leden van Wide Awake tijdens nachtelijke bijeenkomsten. De overtollige wapens liet hij in het geheim verhuizen naar Illinois. Lyon was op de hoogte van een clandestiene operatie van de Zuidelijken waarbij ze  kanonnen van het U.S. arsenaal in Baton Rouge naar het kamp van de Missouri State Guard hadden verscheept. Dit greep hij aan om op 10 mei met Missouri volunteer regiments en de 2nd U.S. Infantry op te rukken naar het vijandelijk kamp en hun overgave te eisen. Toen Lyon door St. Louis marcheerde met de gevangenen braken er rellen uit. Dit was de aanleiding tot de Camp Jackson Affaire op 10 mei 1861 waarbij Lyons soldaten het vuur openden op de burgers. Er vielen 28 doden en 75 gewonden. Lyons verloor vijf doden en verschillende gewonden. Wie het eerste schot loste, blijft een punt van discussie. Lyon werd bevorderd tot brigadegeneraal op 17 mei en kreeg het bevel over alle Noordelijke eenheden in Missouri op 31 mei als bevelhebber van het Department of the West.

## De confrontatie met Jackson
Toen een conferentie tussen Lyon en Jackson in St. Louis in juni op niets uitliep, verklaarde Lyon de oorlog aan Jackson en zijn Missouri State Gard. De Gouverneur vluchtte eerst naar Jefferson City, de hoofdstad van de staat en trok zich met de staatsregering terug naar Boonville, Missouri. Lyon nam Jefferson City in op 13 juni. Hij zette de achtervolging in en op 17 juni versloeg hij een deel van de Missouri State Guard in de Slag bij Boonville. Jackson en zijn Garde trokken zich terug in zuidwestelijke richting. Lyon stelde een pro-Noordelijke legislatuur aan en ontsloeg de advocaat-generaal J. Proctor Knott. Lyon nam op 2 juli het bevel op zich van het 
Army of the West  en vertrok daarna eveneens in zuidwestelijke richting.

## Slag bij Wilson's Creek

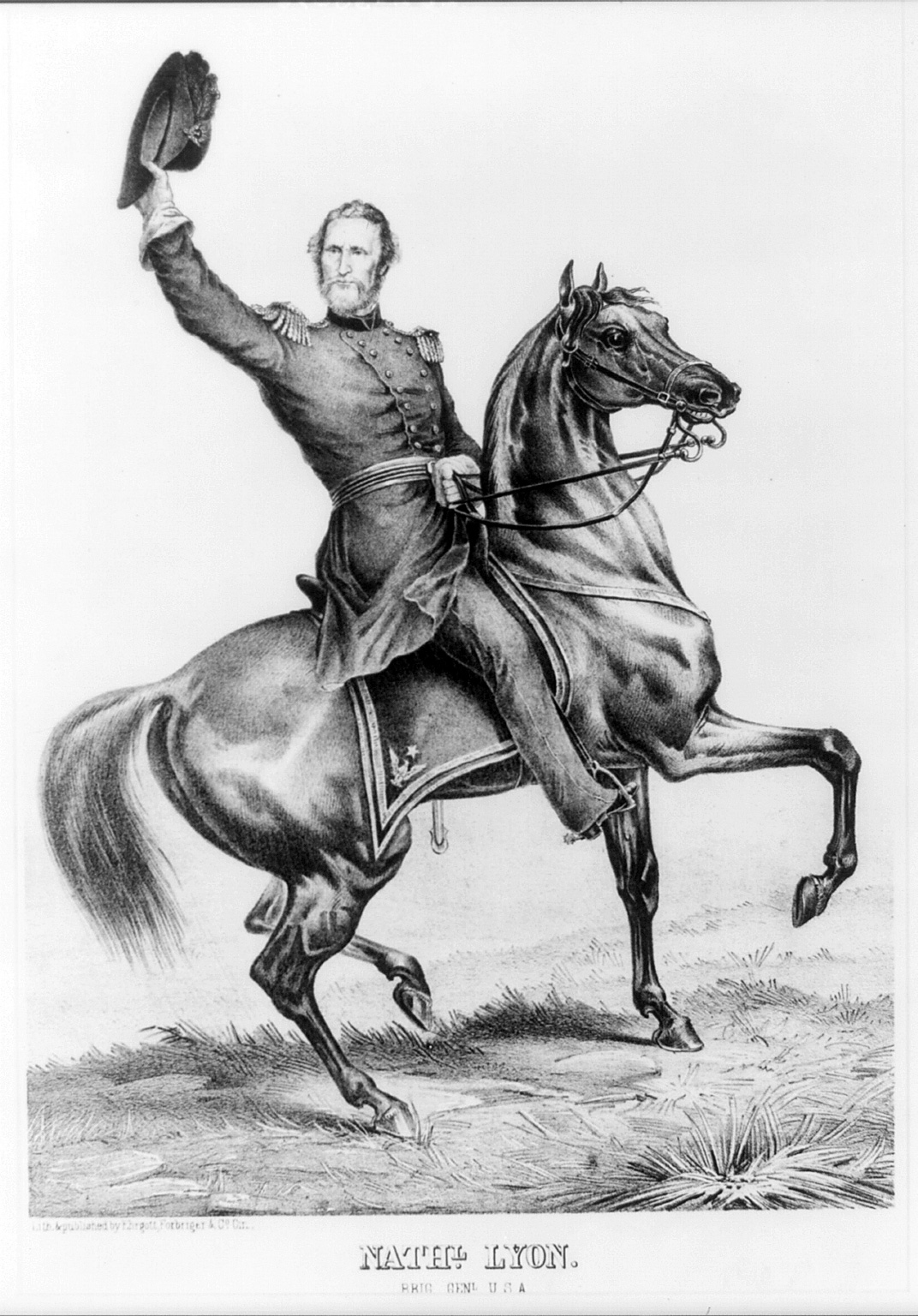
Nathaniel Lyon op zijn paard.

Op 13 juli had Lyon en 6.000 soldaten hun kamp opgeslagen bij Springfield, Missouri. Eind juli had de Missouri State Guard, op ongeveer 120 km ten zuidwesten van Lyon, aansluiting gevonden met de Zuidelijke troepen onder leiding van brigadegeneraal Benjamin McCulloch. De Zuidelijke strijdmacht telde ongeveer 12.000 soldaten en vertrok op 31 juli 1861 om Lyon bij Springfield aan te vallen.
De legers stonden in de vroege ochtend van de 10de augustus tegenover elkaar op enkele kilometers van Springfield. Tijdens de Slag bij Wilson’s Creek raakte Lyon tweemaal gewond. Zijn paard werd onder hem doodgeschoten. Hij keerde terug naar de hoofdlinie en vorderde een nieuw paard. Lyon voerde een tegenaanval aan met de 2nd Kansas Infantry tegen de numeriek sterkere vijand. Om 09.30u werd hij geraakt in het hart en stierf. Hoewel de Noordelijken werden verslagen, slaagden de Noordelijken er toch in om Missouri uiteindelijk in hun handen te krijgen.

## Het lot van Lyons lichaam

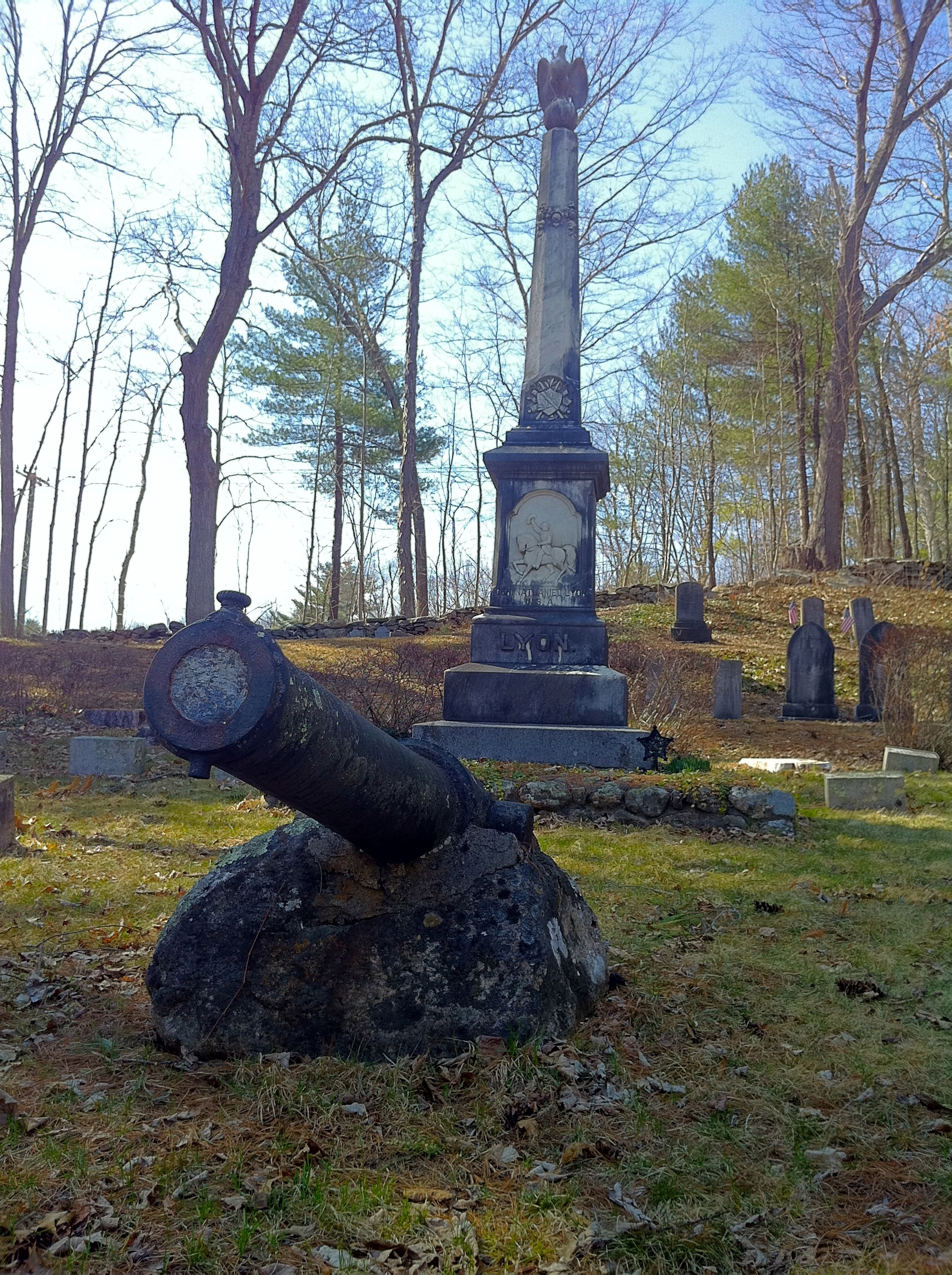
Generaal Nathaniel Lyons graf in Eastford, Connecticut

In de verwarring tijdens de Noordelijke aftocht werd Lyons lichaam achtergelaten. Het werd gevonden door Zuidelijke soldaten en tijdelijk begraven bij een boerderij net buiten Springfield. Daarna werd het lichaam gerepatrieerd naar zijn familie. Op Lyons begrafenis waren ongeveer 15.000 mensen opgedaagd.

## Erfenis
Ondanks Lyons onverzorgd voorkomen met zijn vuile laarzen en epauletten en oud uniform en zijn geringe grootte, genoot hij toch het respect van zijn soldaten. Lyon was verzot op mosterd die hij in dikke lagen op zijn boterham smeerde, ook tijdens een veldslag. Hij zou nooit trouwen. Op 24 december 1861 kreeg hij een postume officiële dankbetuiging van het Amerikaans Congres voor zijn vooraanstaande en patriottische bijdragen.